# 浅沼晋太郎・鷲崎健の「思春期が終わりません」
『浅沼晋太郎・鷲崎健の「思春期が終わりません」』（あさぬましんたろう・わしざきたけしのししゅんきがおわりません）は、2014年6月4日から配信されているインターネットラジオ番組。2025年3月以前は『思春期が終わりません!!』（ししゅんきがおわりません）の番組名で超!A&G+にて配信されていた。

## 概要
パーソナリティの浅沼晋太郎と鷲崎健が、思春期の気持ちそのままに夢を叶えていく、ということをコンセプトにしている番組。
2015年3月、第1回アニラジアワードにて「BEST MALE RADIO 最優秀男性ラジオ賞」を受賞した。
2017年12月27日の配信をもって番組が終了したが、翌年2018年1月7日に開催されたイベントにて、2018年4月に当番組が復活し超!A&G+にて配信が開始することが発表された。
2018年4月からは番組名を『思春期が終わりません!!』に変更し、配信元を超!A&G+に移して配信されている。
2019年3月、第5回アニラジアワードにて「BEST MALE RADIO 最優秀男性ラジオ賞」を受賞。二度目の受賞となった。
2025年3月をもって超!A&G+のサービス終了により、当番組も当初番組終了が同年1月24日配信回にて発表されていたが、その後配信元をHiBiKi Radio Stationに移行の上継続することが発表された。

## 浅沼晋太郎・鷲崎健の「思春期が終わりません」

### 配信日時
HiBiKi Radio Station
- 隔週水曜日更新（2014年6月4日 - 2017年12月27日）
  - ※直近の過去5回分を「土・日曜日」欄にてアーカイブ配信

### パーソナリティ
- 浅沼晋太郎
- 鷲崎健

### コーナー
ふつおた（ミニコント付き）
浅沼・鷲崎に聞いてみたい、「ふつおた」を送るコーナー。ただし、内容は一切関係なく、一緒に記載するミニコントが面白いメールが読まれる（初回は3つしか残らなかった）。
うその〜、祭りやろうぜ〜
ありそうでない「架空の祭り」の名称とその祭りの内容を送ってもらう。元々は「カーニヴァル・フェスティバル・祭りのコーナー」と言うコーナー名であったが、過去によく似た名前のイベントが存在していた事がわかり、急遽コーナー名を変更する事になった。
キン肉マンのコーナー
キン肉マンに関する情報を募集するコーナー。
ワシー・アッサー・ザ・ライドのコーナー
パーソナリティの二人が乗ってみたい乗り物にトライしていくコーナー。
鷲崎健の「叶えて！プチロマンス！！」
女の子と手を繋ぎたいという鷲崎のプチロマンスを叶えるコーナー。鷲崎が女の子と手を繋いで何かを出来る、というアイデアなどをリスナーから募集し紹介する。
教えて！異性ちゃん（異国ちゃん）
男性が女性に、女性が男性に思っているわからない質問、またその回答を募集する。途中から異性だけでなく外国について疑問に思うことを質問、回答を募集する、という要素が加わった。
僕の夢、叶えてください！！
パーソナリティの二人にやってみたいことを出してもらい、毎回そこで引いた夢を叶えよう、というコーナー。夢をかなえる方法や、有力な情報、応援メッセージなどのリスナーからのメールも紹介する。
思春期文学館
リスナーの思春期時代の交換日記、写真、イラスト、作文などを紹介するコーナー。
2次使用、します！のコーナー
リスナーから送られてきたイラストを2次使用するコーナー。「使えないLINEスタンプのコーナー」でかつて募集したLINEスタンプ案のイラストを募集している。
校則アイドンノー
リスナー界隈の風変りな学校校則を募集するコーナー。
たとえぶ
当番組で創作された「たとえぶ」のコーナー。何かに例える事を目的とした架空の部活動「たとえぶ」について、パーソナリティやリスナーが設定・物語を考えていく。
不毛(杞憂)EXPO
リスナー独自の、ついついやってしまう不毛な遊びを募集するコーナー。「コンビニの店員がマジシャンで小銭をちょろまかすかもしれない」というメールが来たことから杞憂EXPOも同じ枠で紹介されるようになった。
すごろくのコーナー
すごろくのマスにあるような文章で、「思春期」のエピソードを送ってもらうコーナー。
私だけのムー大陸
リスナーが勘違いしていた、架空だと思い込んでいた動物を募集するコーナー。
ダウのコーナー
「ダウ」や「三国志」などのよく聞くけどよく知らない言葉を浅沼・鷲崎が知ってそうなもので例えて教えるコーナー。

### 終了したコーナー
言い難き事言いやすくのコーナー
太っている人に向けての「デブ」など言いづらいことのオブラートに包んだ言い換えを募集し、紹介する。
使えないLINEスタンプのコーナー
本番組最初に設けられた夢をかなえるコーナー。どこで使うのかわからないLINEスタンプのセリフと画を募集し，紹介する。
はんこのコーナー
教師が児童の答案に押すような，5段階のハンコの案を募集し、紹介する。
アマランサスのコーナー
鷲崎の願いである、痛風に影響のない明太子の代用食のレシピを募集し、紹介する。アマランサスは最初に送られてきた代用明太子の材料。
強いマンボウをみたのコーナー
マンボウは虚弱とされるが、強いマンボウの目撃証言を募集し、紹介する。
サンプルと実物は違う場合がありますのコーナー
ギリギリ食べることのできる食品の食品サンプルの案をリスナーから募集し、紹介する。
青春、お邪魔しますのコーナー
パーソナリティの二人に行ってほしい授業の内容や、その方法をリスナーから募集し、紹介する。
失礼・オブ・ザ・イヤーのコーナー
2014年、最も失礼だった人に贈られる「失礼・オブ・ザ・イヤー」にノミネートされるであろう、リスナーの周りの失礼な人と、そのエピソードを募集し、紹介する。
立て！喜八！！のコーナー
浅沼の甥っ子「喜八くん」が立ち上がれる方法を募集し、紹介する。
ハッピーエルム街のコーナー
パーソナリティの二人などが自分の夢に出てきた、という報告をリスナーから受ける。
世直しが終わりません
これはどうにもならんのか、という疑問や改善できるのではないか、というものを募集する。
同感ですのコーナー
「あるもの」と「あるもの」を比べたときに同じくらいの数値になるものを送ってもらうコーナー。
ナイス！キャッチのコーナー
これまでにキャッチコピーがついたことがないものにキャッチコピーをつけるコーナー。
おばあちゃんのコーナー
面白いおばあちゃんのエピソードを発表するコーナー。終了と言いつつたまに復活した。
Let's Go To The Past‼
浅沼と鷲崎が思春期のときの懐かしさを感じれるものの画像、情報を募集する。
コーナータイトルのコーナー
面白そうなタイトルコールを募集し、浅沼、鷲崎、放送作家が内容を考えるコーナー。

### 各回
備考に☆のある回は砂川禎一郎作家回
| 配信回 | 更新日         | タイトルコール アイキャッチ | ゲスト            | 備考                                   |
| ------ | -------------- | --------------------------- | ----------------- | -------------------------------------- |
| 第01回 | 2014年06月04日 | 花澤香菜                    |                   |                                        |
| 第02回 | 2014年06月18日 | 三森すずこ                  |                   |                                        |
| 第03回 | 2014年07月02日 | 茅野愛衣                    |                   |                                        |
| 第04回 | 2014年07月16日 | 佐藤利奈                    |                   |                                        |
| 第05回 | 2014年07月30日 | 皆口裕子                    |                   | ☆                                      |
| 第06回 | 2014年08月13日 | 今井麻美                    |                   | ☆                                      |
| 第07回 | 2014年08月27日 | 井上喜久子                  |                   | ☆                                      |
| 第08回 | 2014年09月10日 | 南條愛乃                    |                   |                                        |
| 第09回 | 2014年09月24日 | 小清水亜美                  |                   |                                        |
| 第10回 | 2014年10月08日 | 田村ゆかり                  |                   |                                        |
| 第11回 | 2014年10月22日 | たかはし智秋                | 野津礼奈          |                                        |
| 第12回 | 2014年11月05日 | 浅沼晋太郎、鷲崎健          |                   | ラジオCD収録のためロケ先（箱根）より   |
| 第13回 | 2014年11月19日 | 井口裕香                    |                   |                                        |
| 第14回 | 2014年12月03日 | 戸松遥                      | ADUSA（ぺぷらむ） |                                        |
| 第15回 | 2014年12月17日 | Wake Up, Girls!             |                   |                                        |
| 第16回 | 2014年12月31日 | 緒方恵美                    |                   |                                        |
| 第17回 | 2015年01月14日 | 新田恵海                    |                   |                                        |
| 第18回 | 2015年01月28日 | 橘田いずみ                  |                   | 浅沼の誕生日祝いとして鷲崎焼きを振舞う |
| 第19回 | 2015年02月11日 | 能登麻美子                  |                   |                                        |
| 第20回 | 2015年02月25日 | 中村繪里子                  |                   |                                        |
| 第21回 | 2015年03月11日 | 内山夕実                    |                   |                                        |
| 第22回 | 2015年03月25日 | 浅沼晋太郎、鷲崎健          |                   | ラジオCD収録のためロケ先（三宮）より   |
| 第23回 | 2015年04月08日 | 上坂すみれ                  | 飛蘭              |                                        |
| 第24回 | 2015年04月22日 | 堀江由衣                    |                   |                                        |
| 第25回 | 2015年05月06日 | 沢城みゆき                  |                   |                                        |
| 第26回 | 2015年05月20日 | 明坂聡美                    |                   | ☆                                      |
| 第27回 | 2015年06月03日 | 小桜エツコ                  |                   |                                        |
| 第28回 | 2015年06月17日 | 上田麗奈                    |                   |                                        |
| 第29回 | 2015年07月01日 | 大橋彩香                    |                   |                                        |
| 第30回 | 2015年07月15日 | 佳村はるか                  |                   |                                        |
| 第31回 | 2015年07月29日 | 千菅春香                    |                   |                                        |
| 第32回 | 2015年08月12日 | 佐々木未来                  |                   |                                        |
| 第33回 | 2015年08月26日 | 金元寿子                    |                   | ☆                                      |
| 第34回 | 2015年09月09日 | 徳井青空                    |                   |                                        |
| 第35回 | 2015年09月23日 | 伊藤かな恵                  |                   | ☆                                      |
| 第36回 | 2015年10月07日 | 佐倉綾音                    |                   |                                        |
| 第37回 | 2015年10月21日 | 飯田里穂                    |                   |                                        |
| 第38回 | 2015年11月04日 | 愛美                        |                   |                                        |
| 第39回 | 2015年11月18日 | 下田麻美                    |                   |                                        |
| 第40回 | 2015年12月02日 | 植田佳奈                    |                   |                                        |
| 第41回 | 2015年12月16日 | 青木瑠璃子                  |                   |                                        |
| 第42回 | 2015年12月30日 | 伊藤彩沙                    |                   |                                        |
| 第43回 | 2016年01月13日 | 津田美波                    |                   |                                        |
| 第44回 | 2016年01月27日 | 高野麻里佳                  |                   |                                        |
| 第45回 | 2016年02月10日 | 小澤亜李                    |                   |                                        |
| 第46回 | 2016年02月24日 | 豊崎愛生                    |                   |                                        |
| 第47回 | 2016年03月09日 | 生天目仁美                  |                   |                                        |
| 第48回 | 2016年03月23日 | 石上静香                    |                   |                                        |
| 第49回 | 2016年04月06日 | 潘めぐみ                    |                   |                                        |
| 第50回 | 2016年04月20日 | 洲崎綾                      |                   |                                        |
| 第51回 | 2016年05月04日 | 名塚佳織                    |                   |                                        |
| 第52回 | 2016年05月18日 | 雨宮天                      |                   |                                        |
| 第53回 | 2016年06月01日 | 橋本ちなみ                  |                   |                                        |
| 第54回 | 2016年06月15日 | 浅沼晋太郎、鷲崎健          | 青木佑磨          | トークイベント Vol.2終了後の打ち上げ   |
| 第55回 | 2016年06月29日 | 芹澤優                      |                   |                                        |
| 第56回 | 2016年07月13日 | 三澤紗千香                  |                   |                                        |
| 第57回 | 2016年07月27日 | 井上麻里奈                  |                   |                                        |
| 第58回 | 2016年08月10日 | 久野美咲                    |                   |                                        |
| 第59回 | 2016年08月24日 | 和氣あず未                  |                   | ☆                                      |
| 第60回 | 2016年09月07日 | 種﨑敦美                    |                   |                                        |
| 第61回 | 2016年09月21日 | 石川由依                    |                   |                                        |
| 第62回 | 2016年10月05日 | 安済知佳                    |                   |                                        |
| 第63回 | 2016年10月19日 | 会場の女性客                |                   | 工大祭での公開録音                     |
| 第64回 | 2016年11月02日 | 福原綾香                    |                   |                                        |
| 第65回 | 2016年11月16日 | 大坪由佳                    |                   | ☆                                      |
| 第66回 | 2016年11月30日 | 山下七海                    |                   |                                        |
| 第67回 | 2016年12月14日 | 立花理香                    |                   |                                        |
| 第68回 | 2016年12月28日 | 松井恵理子                  |                   |                                        |
| 第69回 | 2017年01月11日 | 内田真礼                    |                   |                                        |
| 第70回 | 2017年01月25日 | 楠田亜衣奈                  |                   |                                        |
| 第71回 | 2017年02月08日 | 木戸衣吹                    |                   |                                        |
| 第72回 | 2017年02月22日 | 五十嵐裕美                  |                   |                                        |
| 第73回 | 2017年03月08日 | 松嵜麗                      |                   | ☆                                      |
| 第74回 | 2017年03月22日 | 竹達彩奈                    |                   |                                        |
| 第75回 | 2017年04月05日 | Machico                     |                   |                                        |
| 第76回 | 2017年04月19日 | 青山吉能、長野佑紀          |                   | ☆                                      |
| 第77回 | 2017年05月03日 | 水樹奈々                    |                   |                                        |
| 第78回 | 2017年05月17日 | 朝井彩加                    |                   |                                        |
| 第79回 | 2017年05月31日 | 原田ひとみ                  |                   |                                        |
| 第80回 | 2017年06月14日 | 悠木碧                      |                   |                                        |
| 第81回 | 2017年06月28日 | 相坂優歌                    | 青木佑磨          |                                        |
| 第82回 | 2017年07月12日 | 日笠陽子                    |                   |                                        |
| 第83回 | 2017年07月26日 | 早見沙織                    |                   |                                        |
| 第84回 | 2017年08月09日 | 安野希世乃                  |                   |                                        |
| 第85回 | 2017年08月23日 | 大空直美                    |                   |                                        |
| 第86回 | 2017年09月06日 | 渕上舞                      |                   |                                        |
| 第87回 | 2017年09月20日 | 皆川純子                    |                   | ☆                                      |
| 第88回 | 2017年10月04日 | 牧野由依                    |                   |                                        |
| 第89回 | 2017年10月18日 | 川村万梨阿                  |                   | 年内の終了を発表                       |
| 第90回 | 2017年11月01日 | 三宅麻理恵                  |                   |                                        |
| 第91回 | 2017年11月15日 | 高森奈津美                  |                   |                                        |
| 第92回 | 2017年11月29日 | 藤田茜                      |                   |                                        |
| 第93回 | 2017年12月13日 | 加隈亜衣                    |                   |                                        |
| 第94回 | 2017年12月27日 | 浅沼晋太郎、鷲崎健          |                   | 構成作家に川尻・砂川の両名が担当       |

### エピソード
- 浅沼が番組のオファーを受けたとき、「鷲崎さんと一緒にやりたい」ということで浅沼と鷲崎のコンビでの番組が実現した。

- 当番組が立ち上がったきっかけは、元々役者志望であった元プロデューサー(TEPP)が、演劇の演出家でもある浅沼と知り合ったことによる。この2人を含めたスタッフによる、演劇を主題としたラジオ番組を立ち上げようとしていたが、実際には全くコンセプトが違う内容の番組となった。それを2周年となる2016年6月1日更新の第53回で鷲崎も含め初めて明かされた。

- 2015年12月に浅沼の地元岩手県でイベント（公録ではない（を行い、2016年10月に東京工業大学の学園祭である『工大祭』で公開録音を行った（第63回にて配信された）。

- 2017年2月に番組主題歌CD発売記念イベントを大阪、名古屋、東京で行う。大阪でのイベントの際は、同日に同会場で行われた鷲崎がMCを務めるイベント鷲崎ジャングルに架空の女性声優几まきなとして浅沼が出演した[11]。鷲崎ジャングル出演時に日本橋メイド喫茶メルカフェにて｢ずっきーガパオライス｣[12]という商品をイベント当日のみ発売していた。
- 元プロデューサーのTEPPが番組を離れたのち、楽曲プロデューサーであり元ダンサーの小澤勇人氏が番組プロデューサーを担当することになる。

### オリジナルグッズ
ラジオCD「思春期が終わりません」箱根編
- 2015年2月11日発売
- 箱根ロケを収録

ラジオCD「思春期が終わりません」神戸編
- 2015年7月15日発売
- 鷲崎の地元神戸ロケを収録

浅沼晋太郎・鷲崎健の「思春期が終わりません」トークイベントin岩手「思春期が終わらねがんす」
- 2016年6月29日発売

番組テーマソングCD「思春期は終わらない！」
- 2017年2月22日発売

思春期は終わらない！ MAKING DVD
- 2017年5月20日発売

### イベント
- Vol.1（2015年7月4日、科学技術館サイエンスホール）
- Vol.2（2016年6月11日、科学技術館サイエンスホール）
- 東京工業大学 工大祭2016（2016年10月8日、東京工業大学 70周年記念講堂）
- Vol.3（2017年5月20日、科学技術館サイエンスホール）
- THE FINAL（2018年1月7日、科学技術館サイエンスホール））

## 思春期が終わりません!!

### 配信日時
HiBiKi Radio Station
- 隔週水曜日 12:00 更新（2025年4月16日 - ）

超!A&G+
- 本配信
  - 月曜日 1:30  - 2:00（日曜深夜）（2018年4月8日 - 2020年9月28日）
  - 金曜日 23:30 - 24:00（2020年10月2日 - 2025年3月28日）
- リピート配信
  - 月曜日 14:00 - 14:30（ - 2020年9月28日）
  - 月曜日 11:30 - 12:00（2020年10月5日 - 2023年3月27日）

### パーソナリティ
- 浅沼晋太郎
- 鷲崎健

### コーナー
天下一罵倒会

思ったより小さいor大きいのコーナー

殴り合いのコーナー

苦手なもののコーナー

怖いもののコーナー

### 番組グッズ
- ～思春期 is Coming Back～（アトミックモンキー）番組復活記念テーマソングCD
- 思春期が終わりません！！奄美Ｔシャツ（文化放送）
- 思春期が終わりません！！DVD～南国の楽園・奄美大島の旅（文化放送）
- 【思春期が終わりません！！】Tシャツ（文化放送）
- 【思春期が終わりません！！】サコッシュ（文化放送）
- 【思春期が終わりません！！】トレーディングアクリルスタンド（文化放送）
- 『思春期モンキーベイビー』（アトミックモンキー）番組1stミニアルバム

### イベント
- 「思春期が終わりません！！」～発売記念イベント（2018年8月4日、メルパルクホール東京）
- 『～思春期 is Coming Back～』リリース記念インストアイベント@タワヨコ（2018年9月1日、タワーレコード横浜ビブレ店）
- 阪急交通社 文化放送「思春期が終わりません！！」トーク＆ライブ観覧チケット付！南国の楽園・奄美大島２日間（2019年3月9日 - 10日）
- 「思春期が終わりません！！」トーク＆ライブ ROADHOUSE ASIVI＠あまみFM（2019年3月9日）
- 思春期が終わりません！！奄美ＤＶＤ発売記念イベント（2019年7月13日、科学技術館サイエンスホール）
- 思春期が終わりません！！のイベント at 神戸・御影公会堂～ 鷲崎健凱旋公演（2020年3月8日、2回公演、新型コロナウィルス感染症予防および拡大防止のため中止）
- 思春期が終わりません！！のイベント at 神戸・御影公会堂～ 鷲崎健凱旋公演“リベンジ”（2020年9月19日 - 20日、4回公演）
- 『思春期が終わりません！！のイベント３回目』（2022年2月5日、科学技術館サイエンスホール）※ニコニコチャンネルにて同時生配信
- 大阪アニメ・声優&eスポーツ専門学校 ×「思春期が終わりません！！」スペシャルイベント[13][14]（2022年11月5日、大阪アニメ・声優&eスポーツ専門学校 7Fドリームホール） ※高校生限定
- 思春期が終わりません！！1stミニアルバムリリース記念イベント（2022年12月24日、文化放送メディアプラスホール） ※予約者限定同時生配信
- 『思春期が終わりません！！のイベント４回目』（2022年12月24日、文化放送メディアプラスホール） ※ニコニコチャンネルにて同時生配信

### 思春期が終わりません！！チャンネル生配信
- 思春期が終わりません！！〜『思春期 is Coming Back』発売記念生放送〜（2018年8月29日 21:30 - 23:02）
- 思春期が終わりません！！奄美DVD発売記念イベント 第二部ライブ配信（2019年7月13日 17:30 - 19:29）
- 思春期が終わりません！！放送100回記念スペシャルトークCD発売記念チャンネル生配信（2020年3月8日 18:00 - 20:05）
- 【思春期が終わりません！！】オンライン飲み会ニコニコ生配信（2020年5月31日 19:00 - 20:49）
- 思春期が終わりません！！チャンネル「開設３周年記念特番」（2021年7月24日 18:00 - 21:00）
- 思春期が終わりません！！チャンネル「開設４周年記念特番」（2022年8月21日 19:00 - 22:00）